# Maison de Bourbon-Carency
Pour un article plus général, voir Maison capétienne de Bourbon.
 (juillet 2024).
Si vous disposez d'ouvrages ou d'articles de référence ou si vous connaissez des sites web de qualité traitant du thème abordé ici, merci de compléter l'article en donnant les références utiles à sa vérifiabilité et en les liant à la section « Notes et références ».
La maison capétienne de Bourbon-Carency désigne une branche cadette de la maison capétienne de Bourbon dont l'auteur est Jean Ier de Bourbon-Carency († 1457), troisième fils du comte Jean de Bourbon-La Marche et de la comtesse Catherine de Vendôme.
Cette maison est ainsi directement issue de l'alliance entre la maison de Bourbon-La Marche et la maison de Montoire-Vendôme.

## Généalogie

### Filiation simplifiée
|  |  |  |  |  |  |                    |                    | Bourbon-La Marche  | Bourbon-La Marche  | Bourbon-La Marche  | Bourbon-La Marche  | Bourbon-La Marche | Bourbon-La Marche |                |                |                |                |                |                | Montoire-Vendôme   | Montoire-Vendôme   | Montoire-Vendôme   | Montoire-Vendôme   | Montoire-Vendôme   | Montoire-Vendôme   |                   |                   |  |  |                 |                 |                 |                 |                      |                      |                      |                      |                      |                      |                  |                  |                  |                  |                |                |                |                |  |  |                   |                   |                   |                   |                   |                   |  |  |                |                |                |                |                |                |  |  |  |  |  |  |  |  |  |  |  |  |  |  |  |  |  |  |  |  |  |  |  |  |  |  |
|  |  |  |  |  |  |                    |                    | Bourbon-La Marche  | Bourbon-La Marche  | Bourbon-La Marche  | Bourbon-La Marche  | Bourbon-La Marche | Bourbon-La Marche |                |                |                |                |                |                | Montoire-Vendôme   | Montoire-Vendôme   | Montoire-Vendôme   | Montoire-Vendôme   | Montoire-Vendôme   | Montoire-Vendôme   |                   |                   |  |  |                 |                 |                 |                 |                      |                      |                      |                      |                      |                      |                  |                  |                  |                  |                |                |                |                |  |  |                   |                   |                   |                   |                   |                   |  |  |                |                |                |                |                |                |  |  |  |  |  |  |  |  |  |  |  |  |  |  |  |  |  |  |  |  |  |  |  |  |  |  |
|  |  |  |  |  |  |                    |                    | Jean Ier († 1393)  | Jean Ier († 1393)  | Jean Ier († 1393)  | Jean Ier († 1393)  | Jean Ier († 1393) | Jean Ier († 1393) |                |                |                |                |                |                | Catherine († 1412) | Catherine († 1412) | Catherine († 1412) | Catherine († 1412) | Catherine († 1412) | Catherine († 1412) |                   |                   |  |  |                 |                 |                 |                 |                      |                      |                      |                      |                      |                      |                  |                  |                  |                  |                |                |                |                |  |  |                   |                   |                   |                   |                   |                   |  |  |                |                |                |                |                |                |  |  |  |  |  |  |  |  |  |  |  |  |  |  |  |  |  |  |  |  |  |  |  |  |  |  |
|  |  |  |  |  |  |                    |                    | Jean Ier († 1393)  | Jean Ier († 1393)  | Jean Ier († 1393)  | Jean Ier († 1393)  | Jean Ier († 1393) | Jean Ier († 1393) |                |                |                |                |                |                | Catherine († 1412) | Catherine († 1412) | Catherine († 1412) | Catherine († 1412) | Catherine († 1412) | Catherine († 1412) |                   |                   |  |  |                 |                 |                 |                 |                      |                      |                      |                      |                      |                      |                  |                  |                  |                  |                |                |                |                |  |  |                   |                   |                   |                   |                   |                   |  |  |                |                |                |                |                |                |  |  |  |  |  |  |  |  |  |  |  |  |  |  |  |  |  |  |  |  |  |  |  |  |  |  |
|  |  |  |  |  |  |                    |                    |                    |                    |                    |                    |                   |                   |                |                |                |                |                |                |                    |                    |                    |                    |                    |                    |                   |                   |  |  |                 |                 |                 |                 |                      |                      |                      |                      |                      |                      |                  |                  |                  |                  |                |                |                |                |  |  |                   |                   |                   |                   |                   |                   |  |  |                |                |                |                |                |                |  |  |  |  |  |  |  |  |  |  |  |  |  |  |  |  |  |  |  |  |  |  |  |  |  |  |
|  |  |  |  |  |  |                    |                    |                    |                    |                    |                    |                   |                   |                |                |                |                |                |                |                    |                    |                    |                    |                    |                    |                   |                   |  |  |                 |                 |                 |                 |                      |                      |                      |                      |                      |                      |                  |                  |                  |                  |                |                |                |                |  |  |                   |                   |                   |                   |                   |                   |  |  |                |                |                |                |                |                |  |  |  |  |  |  |  |  |  |  |  |  |  |  |  |  |  |  |  |  |  |  |  |  |  |  |
|  |  |  |  |  |  | Louis Ier († 1446) | Louis Ier († 1446) | Louis Ier († 1446) | Louis Ier († 1446) | Louis Ier († 1446) | Louis Ier († 1446) |                   |                   |                |                |                |                |                |                |                    |                    | Jean Ier († 1457)  | Jean Ier († 1457)  | Jean Ier († 1457)  | Jean Ier († 1457)  | Jean Ier († 1457) | Jean Ier († 1457) |  |  |                 |                 |                 |                 |                      |                      |                      |                      |                      |                      |                  |                  |                  |                  |                |                |                |                |  |  |                   |                   |                   |                   |                   |                   |  |  |                |                |                |                |                |                |  |  |  |  |  |  |  |  |  |  |  |  |  |  |  |  |  |  |  |  |  |  |  |  |  |  |
|  |  |  |  |  |  | Louis Ier († 1446) | Louis Ier († 1446) | Louis Ier († 1446) | Louis Ier († 1446) | Louis Ier († 1446) | Louis Ier († 1446) |                   |                   |                |                |                |                |                |                |                    |                    | Jean Ier († 1457)  | Jean Ier († 1457)  | Jean Ier († 1457)  | Jean Ier († 1457)  | Jean Ier († 1457) | Jean Ier († 1457) |  |  |                 |                 |                 |                 |                      |                      |                      |                      |                      |                      |                  |                  |                  |                  |                |                |                |                |  |  |                   |                   |                   |                   |                   |                   |  |  |                |                |                |                |                |                |  |  |  |  |  |  |  |  |  |  |  |  |  |  |  |  |  |  |  |  |  |  |  |  |  |  |
|  |  |  |  |  |  |                    |                    |                    |                    |                    |                    |                   |                   |                |                |                |                |                |                |                    |                    |                    |                    |                    |                    |                   |                   |  |  |                 |                 |                 |                 |                      |                      |                      |                      |                      |                      |                  |                  |                  |                  |                |                |                |                |  |  |                   |                   |                   |                   |                   |                   |  |  |                |                |                |                |                |                |  |  |  |  |  |  |  |  |  |  |  |  |  |  |  |  |  |  |  |  |  |  |  |  |  |  |
|  |  |  |  |  |  | Bourbon-Vendôme    | Bourbon-Vendôme    | Bourbon-Vendôme    | Bourbon-Vendôme    | Bourbon-Vendôme    | Bourbon-Vendôme    |                   |                   | Louis († 1458) | Louis († 1458) | Louis († 1458) | Louis († 1458) | Louis († 1458) | Louis († 1458) |                    |                    | Jean II († 1458)   | Jean II († 1458)   | Jean II († 1458)   | Jean II († 1458)   | Jean II († 1458)  | Jean II († 1458)  |  |  | Pierre († 1481) | Pierre († 1481) | Pierre († 1481) | Pierre († 1481) | Pierre († 1481)      | Pierre († 1481)      |                      |                      | Jacques († 1493)     | Jacques († 1493)     | Jacques († 1493) | Jacques († 1493) | Jacques († 1493) | Jacques († 1493) |                |                |                |                |  |  | Philippe († ???)  | Philippe († ???)  | Philippe († ???)  | Philippe († ???)  | Philippe († ???)  | Philippe († ???)  |  |  |                |                |                |                |                |                |  |  |  |  |  |  |  |  |  |  |  |  |  |  |  |  |  |  |  |  |  |  |  |  |  |  |
|  |  |  |  |  |  | Bourbon-Vendôme    | Bourbon-Vendôme    | Bourbon-Vendôme    | Bourbon-Vendôme    | Bourbon-Vendôme    | Bourbon-Vendôme    |                   |                   | Louis († 1458) | Louis († 1458) | Louis († 1458) | Louis († 1458) | Louis († 1458) | Louis († 1458) |                    |                    | Jean II († 1458)   | Jean II († 1458)   | Jean II († 1458)   | Jean II († 1458)   | Jean II († 1458)  | Jean II († 1458)  |  |  | Pierre († 1481) | Pierre († 1481) | Pierre († 1481) | Pierre († 1481) | Pierre († 1481)      | Pierre († 1481)      |                      |                      | Jacques († 1493)     | Jacques († 1493)     | Jacques († 1493) | Jacques († 1493) | Jacques († 1493) | Jacques († 1493) |                |                |                |                |  |  | Philippe († ???)  | Philippe († ???)  | Philippe († ???)  | Philippe († ???)  | Philippe († ???)  | Philippe († ???)  |  |  |                |                |                |                |                |                |  |  |  |  |  |  |  |  |  |  |  |  |  |  |  |  |  |  |  |  |  |  |  |  |  |  |
|  |  |  |  |  |  |                    |                    |                    |                    |                    |                    |                   |                   |                |                |                |                |                |                |                    |                    |                    |                    |                    |                    |                   |                   |  |  |                 |                 |                 |                 |                      |                      |                      |                      |                      |                      |                  |                  |                  |                  |                |                |                |                |  |  |                   |                   |                   |                   |                   |                   |  |  |                |                |                |                |                |                |  |  |  |  |  |  |  |  |  |  |  |  |  |  |  |  |  |  |  |  |  |  |  |  |  |  |
|  |  |  |  |  |  |                    |                    |                    |                    |                    |                    |                   |                   |                |                |                |                |                |                |                    |                    |                    |                    |                    |                    |                   |                   |  |  |                 |                 |                 |                 | Charles († ap. 1503) | Charles († ap. 1503) | Charles († ap. 1503) | Charles († ap. 1503) | Charles († ap. 1503) | Charles († ap. 1503) |                  |                  | Jehan († ???)    | Jehan († ???)    | Jehan († ???)  | Jehan († ???)  | Jehan († ???)  | Jehan († ???)  |  |  | Antoine († ???)   | Antoine († ???)   | Antoine († ???)   | Antoine († ???)   | Antoine († ???)   | Antoine († ???)   |  |  |                |                |                |                |                |                |  |  |  |  |  |  |  |  |  |  |  |  |  |  |  |  |  |  |  |  |  |  |  |  |  |  |
|  |  |  |  |  |  |                    |                    |                    |                    |                    |                    |                   |                   |                |                |                |                |                |                |                    |                    |                    |                    |                    |                    |                   |                   |  |  |                 |                 |                 |                 | Charles († ap. 1503) | Charles († ap. 1503) | Charles († ap. 1503) | Charles († ap. 1503) | Charles († ap. 1503) | Charles († ap. 1503) |                  |                  | Jehan († ???)    | Jehan († ???)    | Jehan († ???)  | Jehan († ???)  | Jehan († ???)  | Jehan († ???)  |  |  | Antoine († ???)   | Antoine († ???)   | Antoine († ???)   | Antoine († ???)   | Antoine († ???)   | Antoine († ???)   |  |  |                |                |                |                |                |                |  |  |  |  |  |  |  |  |  |  |  |  |  |  |  |  |  |  |  |  |  |  |  |  |  |  |
|  |  |  |  |  |  |                    |                    |                    |                    |                    |                    |                   |                   |                |                |                |                |                |                |                    |                    |                    |                    |                    |                    |                   |                   |  |  |                 |                 |                 |                 |                      |                      |                      |                      |                      |                      |                  |                  |                  |                  |                |                |                |                |  |  |                   |                   |                   |                   |                   |                   |  |  |                |                |                |                |                |                |  |  |  |  |  |  |  |  |  |  |  |  |  |  |  |  |  |  |  |  |  |  |  |  |  |  |
|  |  |  |  |  |  |                    |                    |                    |                    |                    |                    |                   |                   |                |                |                |                |                |                |                    |                    |                    |                    |                    |                    |                   |                   |  |  |                 |                 |                 |                 |                      |                      |                      |                      |                      |                      |                  |                  | Pierre († ???)   | Pierre († ???)   | Pierre († ???) | Pierre († ???) | Pierre († ???) | Pierre († ???) |  |  | Philippe († 1530) | Philippe († 1530) | Philippe († 1530) | Philippe († 1530) | Philippe († 1530) | Philippe († 1530) |  |  | Marie († 1489) | Marie († 1489) | Marie († 1489) | Marie († 1489) | Marie († 1489) | Marie († 1489) |  |  |  |  |  |  |  |  |  |  |  |  |  |  |  |  |  |  |  |  |  |  |  |  |  |  |

### Filiation détaillée
- Jean de Bourbon-Carency (1378-1457), seigneur de Carency-en-Artois et d’Aubigny-en-Artois. Seigneur de Carency, conformément à l'accord de ses parents du 15 septembre 1390 relatif à la répartition de leurs territoires. Marié tout d'abord en 1416 Catherine d’Artois (†1420), seconde fille de Philippe d’Artois, comte d’Eu et de Marie de Berry, marié en 2e noces (après le 3 septembre 1420) à  Jeanne de Vendômois, veuve de Germain Ronsart, fille d’Hamelin de Vendômois et d'Alix de Bessé, dame-de Bessé-sur-Braye. Il eut avec Jeanne (accessoirement arrière-grand-tante de Renée de Vendômois), avant leur mariage, trois enfants adultérins (qui suivent). Cela créa de grandes difficultés. Toute la maison de Bourbon refusa de reconnaître les enfants nés avant le mariage, et même s'opposa à toute alliance entre Bourbon-Carency et sa maîtresse. Il y eut un long procès à cette occasion ; mais en vertu d'une bulle de dispense donnée par le pape Eugène IV, datée de mai 1438, et d'une transaction postérieure entre les ayants cause, homologuée en Parlement, les enfants furent reconnus légitimes, le mariage de Jean et de Jeanne de Vendômois valide et ressortant son plein effet. Ce qui prouve que le mariage est légitimé, c'est que le petit-fils de ce seigneur, Charles ci-dessous, assista aux obsèques de Pierre II, duc de Bourbon, comme prince du sang, ce qui ne serait pas arrivé, s'il était descendu de bâtards[1]. Il eut donc avec Jeanne de Vendômois :
  - Louis de Bourbon (1417-†1458), chevalier, seigneur des villes et terres de Lécluse, Carency, Aubigny, Aix, Duisans, Buquoy, Combles… ; (mort à Paris après janvier 1458, enterré à Senlis, église des Cordeliers), surnommé "le Brûlé"[1]. Légitimé par le mariage subséquent de ses parents.
  - Jean de Bourbon (1418-†1458). Légitimé par le mariage subséquent de ses parents.
  - Jeanne de Bourbon (1419). Légitimée par le mariage subséquent de ses parents. Elle mourut âgée de 14 ans.
  - Catherine (1421-?)
  - Pierre de Bourbon (février 1424-†1481), sire de Carency, seigneur des terres et seigneuries de Duisans, épouse en 1450 Philippotte/Philippote de Plaine, fille de Thomas de Plaines seigneur de Magny (chancelier de Bourgogne de 1496 à sa mort en 1507 ;  originaire de Poligny : cf. sa statue funéraire et son blason), et de son épouse Jeanne de Gros. Philippine a ensuite épousé Jean IV de Lannoy, seigneur de Maingoval et d'Andregnies. Partisan de Charles le Téméraire, duc de Bourgogne, ses biens ont été confisqués le 20 avril 1469. Il a été capturé à Arras en 1475, condamné à mort, le roi lui accorda sa grâce, et lui rendit même la liberté ; cependant ses biens restèrent confisqués et ne lui furent pas rendus. Il parut aux fêtes et tournois donnés en 1468, lors du mariage de Charles le Téméraire, duc de Bourgogne, auquel il s'attacha[1]. Pierre avait un enfant illégitime par une maîtresse inconnue :
    - Jeanne, bâtarde de Bourbon, mariée à Moulins le 21 mai 1469 à Bertrand de Sallemard, seigneur de Ressis en Beaujolais et de la Fay en Forez.

  - Jacques de Bourbon (1425-†>1493), seigneur de Carency, d’Aubigny, Rochefort, Buquoy, Lécluse. Seigneur de Rochefort en août 1451. Seigneur de Carency en 1469, après la confiscation des biens de son frère aîné. Il fut lieutenant général de Jean II, duc de Bourbon sur ses terres, par lettres données à Moulins le dernier février 1486. Louis XI lui donna les biens confisqués sur Pierre de Bourbon par lettres du 20 avril 1469. Il vivait encore en 1493. Il épouse en 1442, Antoinette de La Tour, veuve de Jacques Aubert, seigneur de Marteil et fille d’Annet II de La Tour, seigneur d'Olliergues et d’Elips de Vendat, d’où :
    - Charles de Bourbon (1444 - mort au château d'Abrest après 1503), "prince" de Carency, seigneur d'Aubigny, Rochefort, Buquoy, Lécluse, Bougny, Combles, Abrest, Vendat, Bains, Saint-Georges et Ternat, comte de la Marche. Il épouse  par contrat passé le 15 janvier 1468, Didière de Vergy, fille unique et héritière de Jean de Vergy, seigneur de Fouvens et de Vignory, et de Marguerite de la Rocheguyon, sans postérité. Il épouse ensuite par contrat passé le 8 novembre 1481, Antoinette de Chabannes (†1490), fille de Geoffroy de Chabannes, chevalier, seigneur de Charlus et de Charlotte de Prie, sans postérité. Puis il épouse par contrat passé le 18 avril 1493, Catherine d’Alègre, fille puînée de Bertrand d’Alègre, baron de Puysagut, seigneur de Busset, du Temple et de Saint-Priest, et d'Isabelle de Lévis-Cousan. Ce seigneur n'est connu dans l'histoire que pour avoir assisté, en 1503, aux obsèques de Pierre II, duc de Bourbon, et pour y avoir tenu rang de prince du sang, comme avait fait son père, au service funèbre de Jean II[1]. Charles et sa troisième femme ont eu quatre enfants : 
      - Bertrand de Bourbon (1494-†1515)), mort à  la bataille de Marignan en 1515, sans postérité.
      - Jean de Bourbon (1500-†1520), mort à Moulins, sans postérité.
      - Louise de Bourbon, dame de Combles, Buquoy et Vendat.
      - Isabelle de Bourbon, princesse de Carency, d’Aubigny, de Combles et de Buquoy. Elle épouse le 22 février 1516 François de Peyrusse d'Escars (ou des Cars) (†1550), seigneur de La Vauguyon, conseiller, chambellan, gentilhomme de la chambre du roi François Ier, fils de Gauthier et de sa femme Marie de Montberon (mort en 1536).

    - Jehan de Bourbon, seigneur d'Arson et de Rochefort[2]. Jehan avait épousé à une date inconnue Jehanne de Lille-Fresnes, fille de Jacques (des anciens châtelains de Lille), seigneur en partie de Fresnes-sur-l'Escaut (Nord) et de Catherine de Neufville (remariée à Jehan III de Lannoy, seigneur de Mingoval). Jehanne de Lille-Fresnes était veuve, depuis janvier 1485 n.s., d'Ernoul, baron de La Hamaide (Hainaut "belge") et de Condé-sur-l'Escaut (Hainaut "français"), pair du comté de Hainaut, seigneur d'Iwuy-lez-Cambrai.

  - Philippe de Bourbon (1429-1492), seigneur de Duisans, épouse Catherine de Lalaing (†1478), fille de Sance de Lalaing, seigneur d’Opprebais, grand bailli du Cambrésis, et de Catherine de Robersart, dame d’Écaillon et de Bruille (morte après 1477). Philippe et sa femme eurent un enfant : 
    - Antoine de Bourbon, seigneur de Duisans, marié à Jeanne de Habarcq, fille de Pierre de Habarcq, seigneur de Gournay, et de Marie de Ranchicourt ; Antoine et sa femme ont eu trois enfants : 
      - Pierre de Bourbon (mort jeune), seigneur de Duisant.
      - Philippe de Bourbon (mort en 1530), seigneur de Duisant, qui embrasse le parti du connétable de Bourbon;
      - Jeanne de Bourbon, morte à Moulins le 20 janvier 1489, épouse par contrat passé à Moulins le 20 janvier 1489 François Rolin, seigneur de Beauchamp et de Monestroy, fils de Guillaume Rolin (fils de Nicolas), seigneur de Beauchamp, et de son épouse Marie de Lévis-Couzan. Ici finissent les deux branches de Bourbon-Carency et Bourbon-Duisant, après avoir duré environ six-vingts ans[3].

  - Éléonore de Bourbon (morte enfant). (1426-?)
  - Andriette de Bourbon (morte enfant).  (1427-?)

## Armes

Les armoiries de cette maison sont : D'azur, à trois fleurs de lis d'or, à la cotice de gueule, chargée de trois lionceaux d'argent, à la bordure de gueules.